# Survivor Series (1998)
Survivor Series (1998) — щорічне pay-per-view шоу «Survivor Series», що проводиться федерацією реслінгу WWE. Шоу відбулося 15 листопада 1998 року в Скоттрейд-центр (англ. Scottrade Center) у місті Сент-Луїс, Міссурі (США). Це було 12 шоу в історії «Survivor Series». 14 матчів відбулися під час шоу та ще 4 перед трансляцією.